# Culture du bambou au Rwanda
La culture du bambou au Rwanda constitue l'une des ressources économiques de ce pays. Elle est particulièrement mise en avant et favorisée depuis les années 2010 et l'investissement d'industriels chinois au Rwanda.

## Historique

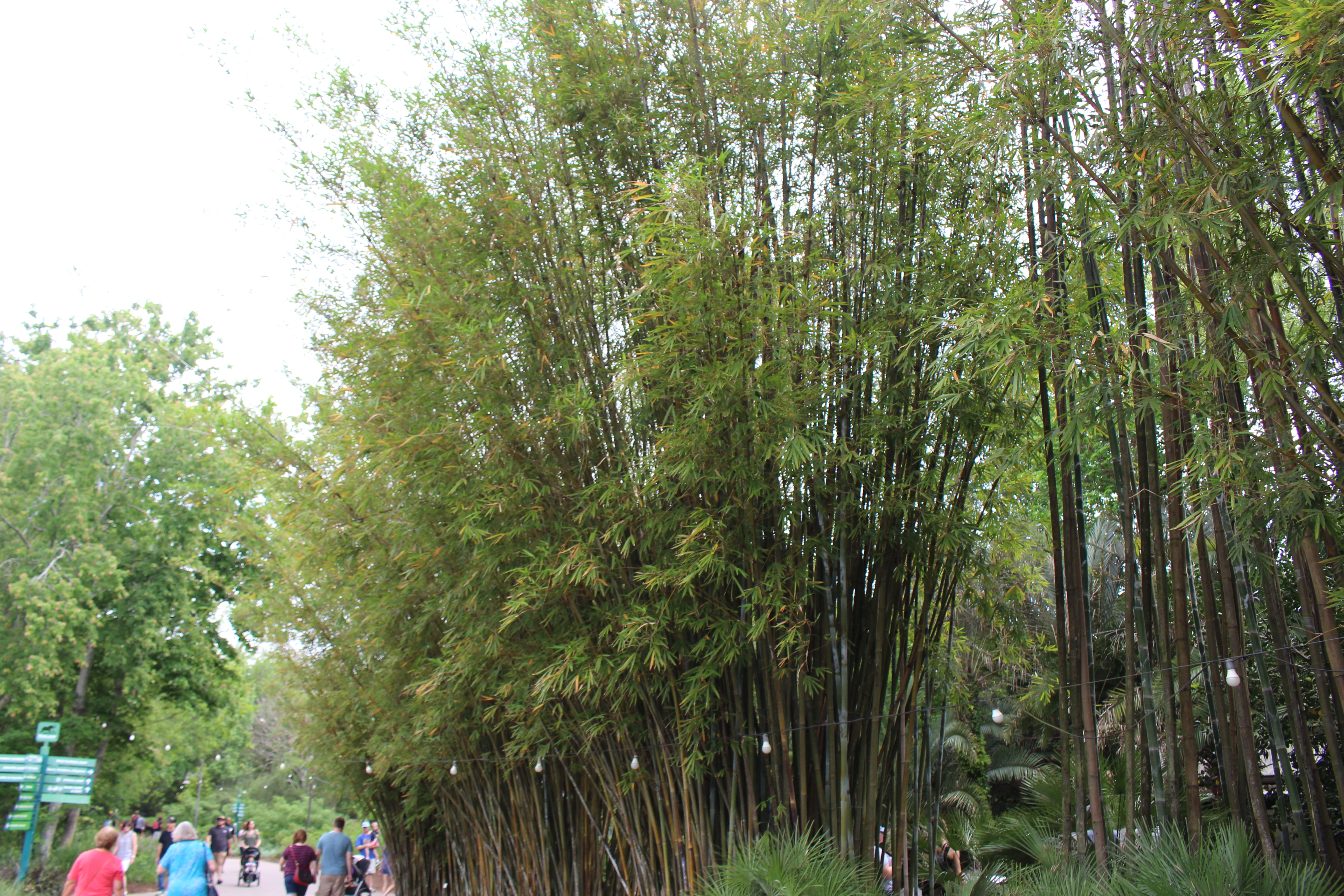
Un plant de bambou.

Le bambou au Rwanda couvre une superficie de 4382 hectares de terres, soit 1,82% de la forêt totale du pays[Quand ?]. Plusieurs espèces de bambou sont cultivées dans le pays, notamment Bambusa vulgaris, Arundinaria alpine et Oxytenanthera abyssinica. Une étude de Ruhande Arboreum a montré que Dendrocalamus giganteus est une autre espèce qui pousse bien au Rwanda.
Les autorités rwandaises ont promis d'augmenter le nombre de plantation des bambous dans les forêts et de prendre les stratégies de développement en général[Quand ?].

## Enjeux économiques

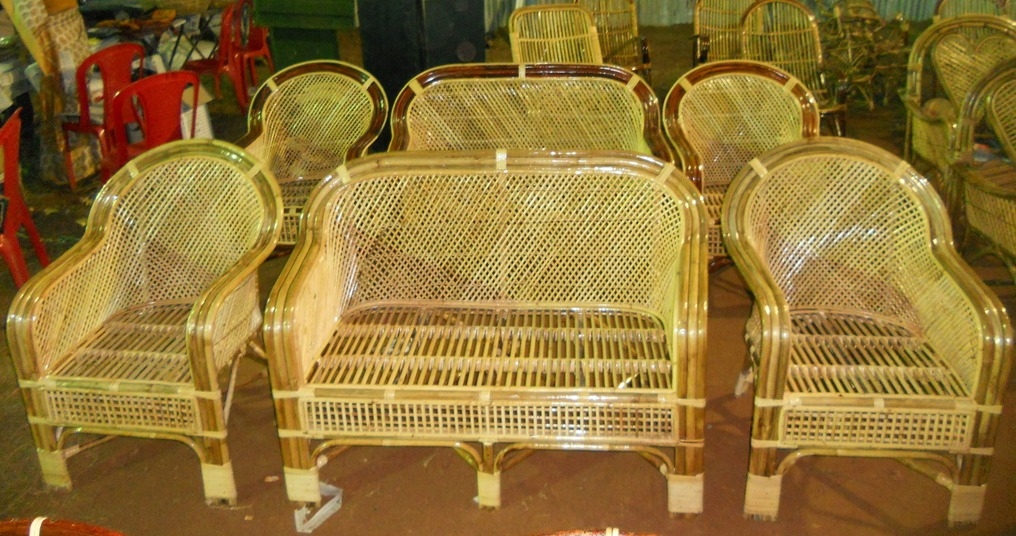
Pièces d'ameublement fabriquées à partir de bambou.

Une partie de la société rwandaise estime qu'il y a un manque d'attention à la capacité du bambou et aux solutions aux problèmes d'emploi dans le pays  . 
Le Directeur Général de Bambousa Ltd, Jean Bosco Uwizeyimana, a déclaré que le partenariat entre le gouvernement et le secteur privé dans la gestion des plants de bambou au Rwanda renforcera non seulement la volonté du gouvernement d'accroître la croissance verte, mais contribuera également aux avantages sociaux, économiques et environnementaux.
Uwizeyimana, qui possède une usine de fabrication des cure-dents en bambou, a déclaré qu'en plus de résoudre les problèmes de dégradation de l'environnement,  des terres et de déforestation, le bambou peut également jouer un rôle majeur dans la création d'emplois, Gagner de l'argent grâce à la valeur ajoutée des produits en bambou. Il a encouragé le gouvernement à investir dans le programme de renforcer les capacités et d'avoir un plus grand rôle dans les plantation des bambous, en plus d'atteindre l'objectif du pays de 30% de forêts.
Lors de la réunion à Kigali[Laquelle ?] organisée par le ministère des Ressources naturelles, le Dr Vincent Biruta a déclaré que l'objectif de la réunion était de partager les expériences entre les décideurs et le secteur privé dans la transformation du bambou, à améliorer la coopération et de discuter sur les mesures à prendre pour développer la culture du bambou. Depuis 2010, le ministère a amélioré la plantation du bambou pour qu'il soit utilisé comme zone tampon le long du fleuve, y compris Akanyaru, Sebeya et Nyabarongo. Cependant, peu d'investisseurs ont choisi de poursuivre cette initiative, conduisant à l'exploitation de forêts de bambous dites « pures ».

## Emploi et enjeux environnementaux

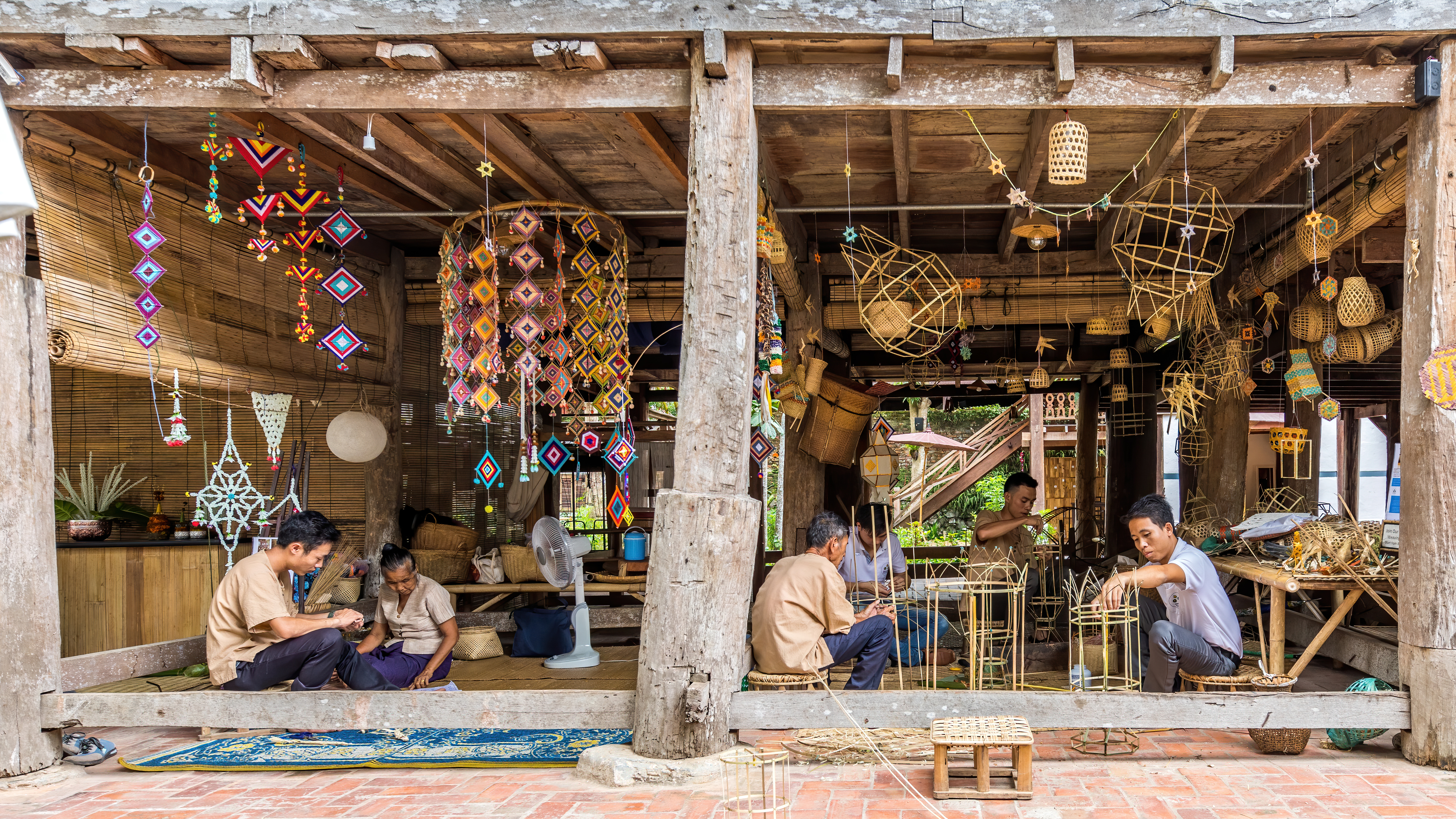
Travail de transformation du bambou.

Le Rwanda mérite d'utiliser le bambou et ses avantages peuvent être obtenus à la fois sur le plan environnemental et humain. Compte tenu de la nature des fermes dispersées à travers le Rwanda, il existe une opportunité de mettre en place de grandes industries de transformation du bambou qui ne nécessitent pas de haute technologie mais ajoutent de la valeur à la matière première. Le gouvernement veut travailler plus étroitement avec le secteur privé pour y parvenir, créer des emplois et lever des fonds dans les zones rurales.
Les partenaires chinois mettent en avant les possibilités d'emploi que représente l'industrie du bambou pour la jeunesse rwandaise,.